# Comuna Cristinești, Botoșani

Cristinești pe harta toponimică a Hudeștiului

Cristinești este o comună în județul Botoșani, Moldova, România, formată din satele Baranca, Cristinești (reședința), Dămileni, Dragalina, Fundu Herții și Poiana.

## Demografie
Componența etnică a comunei Cristinești
     Români (95,56%)
     Alte etnii (0,11%)
     Necunoscută (4,33%)
Componența confesională a comunei Cristinești
     Ortodocși (77,79%)
     Penticostali (9,2%)
     Adventiști (7,62%)
     Alte religii (0,97%)
     Necunoscută (4,41%)
Conform recensământului efectuat în 2021, populația comunei Cristinești se ridică la 3.489 de locuitori, în scădere față de recensământul anterior din 2011, când fuseseră înregistrați 3.617 locuitori. Majoritatea locuitorilor sunt români (95,56%), iar pentru 4,33% nu se cunoaște apartenența etnică. Din punct de vedere confesional, majoritatea locuitorilor sunt ortodocși (77,79%), cu minorități de penticostali (9,2%) și adventiști (7,62%), iar pentru 4,41% nu se cunoaște apartenența confesională.

## Politică și administrație
Comuna Cristinești este administrată de un primar și un consiliu local compus din 13 consilieri. Primarul, Daniela Stredie[*], de la Partidul Social Democrat, este în funcție din octombrie 2020. Începând cu alegerile locale din 2024, consiliul local are următoarea componență pe partide politice:
|  | Partid                          | Consilieri | Componența Consiliului | Componența Consiliului | Componența Consiliului | Componența Consiliului | Componența Consiliului | Componența Consiliului | Componența Consiliului | Componența Consiliului |
|  | ------------------------------- | ---------- | ---------------------- | ---------------------- | ---------------------- | ---------------------- | ---------------------- | ---------------------- | ---------------------- | ---------------------- |
|  | Partidul Social Democrat        | 8          |                        |                        |                        |                        |                        |                        |                        |                        |
|  | Partidul Național Liberal       | 2          |                        |                        |                        |                        |                        |                        |                        |                        |
|  | Alianța pentru Unirea Românilor | 2          |                        |                        |                        |                        |                        |                        |                        |                        |
|  | Partidul PRO România            | 1          |                        |                        |                        |                        |                        |                        |                        |                        |